# Кайтхи
Ка́йтхи (कैथी), также называемое «каятхи» и «каястхи», — название письма, ранее широко использовавшегося в северной Индии; применялось для юридических, административных и личных записей. Кайтхи часто рассматривается как скорописный вариант деванагари.

## Этимология
Название письма происходит от имени касты «каястха»; члены этой касты традиционно работали писцами при дворах правителей и позже в колониальной администрации северной Индии.

## История

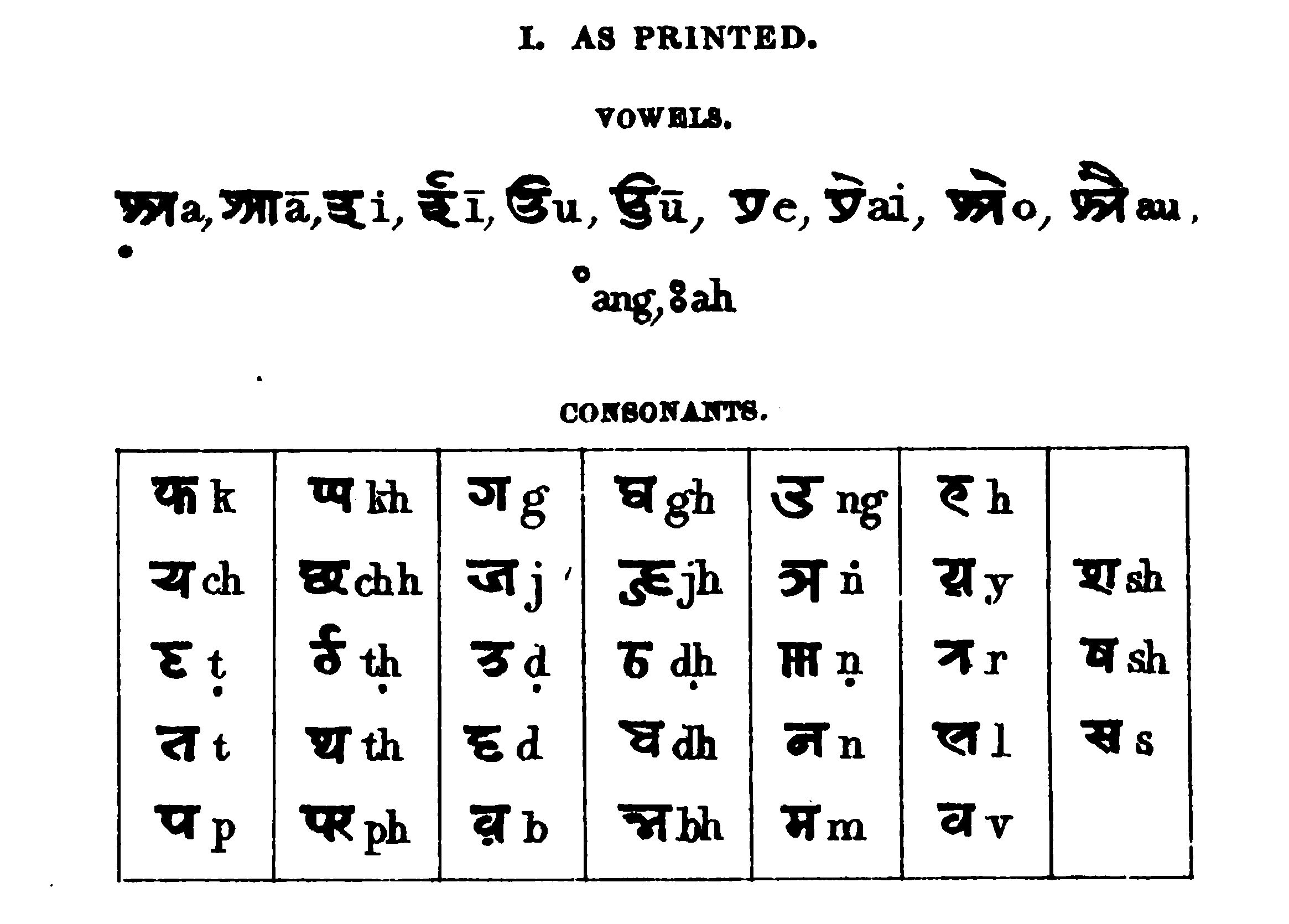
Печатная форма письма кайтхи, середина XIX века.

История письма кайтхи прослеживается с XVI века; оно широко использовалось в империи Великих Моголов. В 1880-х годах кайтхи было признано официальным письмом для использования в судах Бихара.